# 621 (numero)
Seicentoventuno (621) è il numero naturale dopo il 620 e prima del 622.

## Proprietà matematiche
- È un numero dispari.
- È un numero composto con 8 divisori: 1, 3, 9, 23, 27, 69, 207, 621. Poiché la somma dei suoi divisori (escluso il numero stesso) è 339 < 621 è un numero difettivo.
- È un numero di Harshad (in base 10), cioè è divisibile per la somma delle sue cifre.
- È un numero palindromo nel sistema di numerazione posizionale a base 11 (515) e in quello a base 20 (1B1).
- È un numero 19-gonale e un numero 43-gonale.
- È un numero fortunato.
- È un numero congruente.
- È un numero malvagio.

## Astronomia
- 621 Werdandi è un asteroide della fascia principale del sistema solare.
- NGC 621 è una galassia lenticolare della costellazione del Triangolo.

## Astronautica
- Cosmos 621 è un satellite artificiale russo.